# Distrito de Cotabambas
El Distrito de Cotabambas es uno de los 6 distritos de la provincia de Cotabambas  ubicada en el departamento de Apurímac, bajo la administración del Gobierno regional de Apurímac, en el sur del Perú.
Desde el punto de vista jerárquico de la Iglesia católica forma parte de la diócesis de Abancay la cual, a su vez, pertenece a la arquidiócesis de Cusco.

## Historia
El distrito de Cotabambas fue creado en la época Republicana por Decreto Ley del 21 de junio de 1825, durante el gobierno del General Simón Bolívar palacios, juntamente que la provincia de Chumbivilcas

## Capital
La actual capital del distrito de Cotabambas es la ciudad que lleva el mismo nombre. El legendario distrito de Cotabambas juntamente con la provincia del mismo nombre fue creado políticamente en la época republicana durante el gobierno del general Simón Bolívar Palacios por Decreto Ley del 21 de junio de 1825, incluido los distrito de Mamara, Progreso, Huayllati perteneciente como una provincia más del departamento del Cusco, juntamente que las provincias de Chumbivilcas y Aymaraes. Posteriormente, el 28 de abril de 1873, se crea el departamento de Apurimac y, sin pensar en la inmensa distancia, arrancan a Cotabambas de las entrañas del Cusco para unir al nuevo departamento, poniendo en serias dificultades (por la lejanía a su capital, Abancay) a todos los habitantes de esta provincia.  

## Población
Tiene una población de 4237 habitantes.

## Autoridades

### Municipales
- 2023-2026: Alcalde: Lucio Truyenque Molero     - Alianza para el Progreso

Alcaldes anteriores
- 2019-2022 : Javier Rivas Noriega, del Partido Democrático Somos Perú
- 2015-2018: Fortunato Mantilla Llamocca, del Partido Kallpa.
- 2011-2014:[3] Yuri Camilo Ortiz de Zevallos Gamarra, del Partido Acción Popular (AP).
- 2007-2010: Néstor Ferro Meza.
- 2003-2006: Ing. Américo Huamán Barcena (partido MOVIMIENTO NUEVA IZQUIERDA).
- 1999-2002: José Pinares Soto.

## Festividades
- la provincia de Cotabambas tiene como festividad el Yawar Fiesta que se nace por la impotencia del comunero ante los abusos del gamonal